# Ultima I: The First Age of Darkness
Ultima, luego conocida como Ultima I: The First Age of Darkness o simplemente Ultima I, es el primer juego de la serie Ultima -serie de juegos de rol por computadora- y fue publicada por California Pacific Computer Co. el 2 de septiembre de 1980 (USCO# PA-317-501).

## Argumento
Ultima contaba una historia que giraba alrededor de las aventuras para encontrar y destruir una gema de poder perteneciente a un hechicero maligno conocido como Mondain, quien había esclavizado las tierras de Sosaria. En un primer momento fue escogido el título Ultimátum, pero el nombre ya pertenecía a un juego de mesa, así que el publicista sugirió cambiarlo a Ultima, y a Richard Garriott le gustó mucho más que el nombre original. Este juego es único entre la serie Ultima (y una rareza entre los RPG de computadora en general) por contener un elemento de acción, ya que el jugador debe encontrar una nave espacial y participar en un combate espacial de primera persona. 

## Desarrollo
La primera versión del juego fue codificado en BASIC con unas cuantas rutinas auxiliares en lenguaje assembly, y fue publicado sólo para las computadoras Apple II; dos años más tarde Sierra On-Line Inc. lanzó una versión para las computadoras Atari de 8 bits.
El juego fue uno de los primeros RPG de computadora comerciales y el primer juego comercial en presentar gráficos de mosaico para representar el entorno. El sistema de gráficos de mosaico fue programado en lenguaje máquina por Ken Arnold, un amigo de Richard Garriot. El juego en sí también le debe mucho de su herencia (y, en el caso de la exploración de calabozos, el mismo código) al primer juego comercial de Lord British, Akalabeth, que extraoficialmente el mismo Lord British se refiere a éste como Ultima 0. A diferencia de Akalabeth, cuya venta comercial fue una ocurrencia tardía de un hobby, Ultima fue planeado como un juego comercial desde el inicio.
Este juego fue relanzado el 23 de diciembre de 1986 (USCO# PA-317-505) como Ultima I: La Primera Era de la Oscuridad, enteramente recodificada en lenguaje assembly, que mejoró los gráficos, incluyó una acción mucho más rápida, y con una ligera mejora del juego, por Origin Systems. Este relanzamiento fue vendido en grandes números que el lanzamiento original gracias al incremento del mercado de juegos de computadoras en general; no fue un gran hit de acuerdo a su tiempo) y fue transformado a numerosos sistemas.